# Bisca (gruppo musicale)
I Bisca, inizialmente conosciuti come BiSka, sono un gruppo musicale italiano di ska e rock nato a Napoli nel 1980.

## Storia

### Anni '80
I Bisca nascono a Napoli nel novembre 1980 per iniziativa di Giancarlo Coretti, con il nome BiSka assieme al sassofonista e cantante Sergio Maglietta, ad Elio Manzo alla chitarra, ad Amedeo Fogliano al basso, a Bruno Esposito alla batteria, forgiando sonorità tra tribalismo e musica elettronica di stampo no wave, mescolando jazz, funk ed improvvisazione libera. Il nome "BiSka" durerà soltanto pochi mesi per passare poi definitivamente all'appellativo "Bisca".
Nel 1982, con l'aiuto dei produttori Giampiero Bigazzi e Giancarlo Bigazzi, incidono il loro primo EP, intitolato appunto Bisca seguito da un fortunato tour e da un inaspettato successo in Austria. In questa prima fase del loro percorso, i Bisca erano caratterizzati da performance dal vivo di grande impatto, che mescolavano suono e multimedialità, conferendogli fin dai primi passi uno status di band di culto. Nel 1984 il primo vero Long playing, SDS, ebbe un notevole successo anche in Europa, tra Austria, Svizzera, Francia ed Ungheria.
Nel 1985 arriva la firma con la IRA Records, casa discografica all'avanguardia che produce anche Litfiba e Diaframma. Il rapporto però non è idilliaco e dopo un album, Sottoprodotti 3, e una tournée che li porterà anche in Spagna, Francia e Germania, Esposito lascia il gruppo (sostituito da Claudio Marino).
Il gruppo lascia polemicamente la IRA e nel 1987 producono solo per il mercato francese l'LP Bis. Dopo una tournée oltralpe lasciano il gruppo anche Coretti e Fogliano. Nel 1989 pubblicano in Italia e Francia Niños, un disco ritenuto piuttosto debole dalla critica e penalizzato da un pessimo mixaggio, a cui seguirà un duro scontro con la nuova etichetta (la Flying Records) e si trasferiranno stabilmente in Francia.

### Anni '90
Nel 1991 ritornano sul mercato italiano con l'album Il topo, un album più maturo del precedente, che ottenne un buon successo di critica e che venne poi giudicato come cerniera con il suono che la band svilupperà negli anni '90. Nell'album compariva la cover di 'O guarracino e la partecipazione di Nino D'Angelo. In quell'anno partecipano poi all'Arezzo Wave. L'anno dopo fondano un'etichetta propria, la Statt Suoni e cominciano ad arricchire i propri spettacoli con elementi teatrali che perdurano tuttora.
Nel 1993 la band fa un tour assieme ad Almamegretta e 99 Posse che verrà documentato da Leoncavallo Live, per poi incidere il mix, Sottattacco dell'idiozia, in cui le tre band interpretano il brano ognuno a modo proprio. Il mix fu seguito da La bomba intelligente.
Nel 1994 rinnovano la collaborazione con i rapper 99 Posse insieme ai quali compiono un lungo tour dal quale verrà tratto il doppio Incredibile opposizione tour 94, firmato Bisca99Posse e ristampato nel 1999 dalla BMG Ricordi. Il progetto continuerà anche nel 1995 con l'uscita di un album in studio, Guai a chi ci tocca, dall'emblematica copertina che rappresenta un pomodoro trafitto da un coltello che perde sangue.
Nel 1996 i due gruppi si dividono e nei Bisca entra un nuovo batterista, Fabio Esposito, con il quale incideranno il CD Lo sperma del diavolo, album che vede ospite in due brani il cantante dei 24 Grana, Francesco Di Bella. Due anni dopo arrivano ad una svolta elettronica, l'album Altrove a cui nel 1999 seguirà l'album dal vivo Semplicemente vivo che documenta la recente attività concertistica della band.

### Anni 2000
Nel 2001 con la collaborazione del quotidiano il manifesto, che si occupa della distribuzione, esce Il cielo basso, raccolta di poesie musicate. Nel 2002 presentano invece la raccolta di successi Questo non è l'unico mondo possibile.
Dal 2003 è la Rai Trade ad occuparsi della distribuzione dei dischi del gruppo, compreso Ah! del 2005. Nel gruppo entrano il tastierista Vinci Acunto e il nuovo batterista Gabriele Fiorentino. Al disco collaborano Caparezza, Piero Pelù e Gianni Maroccolo. Con Pelù la collaborazione sarà rinnovata l'anno seguente con l'uscita del video Il tuo futuro.
Nel 2006 esce un album live rielaborato in studio, Live Set (Il ritorno di Carmela) al quale collabora anche Luca "'O Zulù" Persico dei 99 Posse.
Nel 2007 il progetto si chiama "I Tre Terroni" e vede la collaborazione di Busca con Zulù, vecchia conoscenza dei tempi di Bisca99Posse. Il disco di inediti, appunto I tre terroni, e la tournée estiva che ne consegue sono i frutti di questa collaborazione.
Nel 2008 partecipano al concerto del Primo maggio insieme a Enrico Capuano.
Nel 2009 Fuorimercato è il CD e lo spettacolo che impegna la band per tutto il 2009.
Una ricognizione sui brani meno "promossi" della recente produzione e una rivisitazione dal vivo delle atmosfere che li hanno generati. Sono perlopiù ballad accantonate "dal mercato" che Bisca ripropone su disco e dal vivo. Ci sono anche due inediti: Suv Suv Suvvia e L'anomalia, dura invettiva sulla realtà italiana scelto come singolo apripista.

### Anni 2010
Il 2010 si annuncia come l'anno delle novità: nuova agenzia, nuovo sito, nuove strategie comunicative, nuovo tour, nuova formazione, video in animazione del nuovo singolo: Tartaglia e il Cavaliere fellone.
Bisca propone "Un Incontro Ravvicinato del 3 Tipo", con il corpo vivo e alieno di Bisca, con la sua musica, con la sua particolare costruzione di senso, con il suo feroce quasi "cabaret"!
In tour con uno spettacolo live di consolidato spessore sia musicale che comunicativo, Bisca annuncia il disco Evoluzioni in uscita dal 28 giugno 2011. L'album arriva a 5 anni di distanza dall'ultimo lavoro a nome della band Bisca.
Nel 2015, l'etichetta Splitte Records, pubblica un doppio cd antologico intitolato Collezione 1982 - 1984, contenente il primo ep, l'album SDS, con relative bonus tracks, un live registrato a Zurigo nel 1983, e due brani demo del periodo (Genesi It's Cold ed Experiment3).
Il 4 maggio 2017, muore a Salvador de Bahia, in Brasile, dove si era trasferito da venticinque anni, il fondatore Giancarlo Coretti.

## Discografia

### Album in studio
- 1984 - SDS (Bausong)
- 1987 - Bis (Just'in)
- 1989 - Niños (Flying Records)
- 1992 - Il topo, Statt
- 1994 - La bomba intelligente, Statt/Crime Squad
- 1996 - Lo sperma del diavolo, I.O./BMG
- 1999 - Altrove, Sottattacco/Self
- 2001 - Il cielo basso, Sottattacco - il manifesto
- 2003 - Mancasolounattimo, Rai Trade
- 2005 - Ah!, Rai Trade
- 2011 - Evoluzioni, Suoni Liberi

### Live
- 1999 - Semplicemente vivo, doppio CD, Sottattacco - UfficioK/Self
- 2006 - Live Set (Il ritorno di Carmela), Rai Trade

### Raccolte
- 2002 - Questo non è l'unico mondo possibile, doppio CD, Sottattacco - il manifesto
- 2009 - Fuori mercato, Suoni Liberi\Sintesi 3000

### EP
- 1982 - Bisca, Materiali Sonori
- 1985 - Sottoprodotti 3, IRA

### Singoli
- 1985 - Inquietanti relazioni III, IRA
- 1986 - Dati, Just'in
- 1988 - Learn, Just'in - versione in inglese
- 1988 - Learn, Just'in - versione in italiano
- 1988 - Tiemp ne, Just'in
- 1996 - Ugo, I.O./il manifesto
- 1996 - Oggi non ho niente da fare, I.O./BMG
- 1999 - Rime baciate, Sottattacco/Self
- 2024 - Io sono Palestinese

Come Bisca99Posse e Almamegretta
- 1993 - Sottattacco dell'idiozia, Century Vox - Sony

Come Bisca99Posse
- 1994 - Incredibile opposizione tour 94, doppio CD, I.O.
- 1995 - Guai a chi ci tocca, I.O.

Come BiscaZulù
- 2007 - I tre terroni

## Formazioni
1980 - 1985
- Giancarlo Coretti: voce e seconda chitarra
- Sergio Maglietta: sax e voce
- Elio Manzo: chitarra
- Amedeo Fogliano: basso
- Bruno Esposito: batteria

1985 - 1987
- Giancarlo Coretti: voce e seconda chitarra
- Sergio Maglietta: sax e voce
- Elio Manzo: chitarra
- Amedeo Fogliano: basso
- Claudio Marino: batteria

1987 - 1990
- Sergio Maglietta: sax e voce
- Elio Manzo: chitarra
- Amedeo Fogliano: basso
- Claudio Marino: batteria

1990 - 1996 (incluso il periodo Bisca99Posse)
- Sergio Maglietta: sax e voce
- Elio Manzo: chitarra
- Claudio Marino: batteria

1996 - 2003
- Sergio Maglietta: sax e voce
- Elio Manzo: chitarra
- Fabio Esposito: batteria

2003 - 2009
- Sergio Maglietta: sax e voce
- Elio Manzo: chitarra
- Vinci Acunto: tastiere
- Gabriele Fiorentino: batteria
- Fabio Piras: basso (collaboratore occasionale)

2011 - 2014
- Sergio Maglietta: sax e voce
- Elio Manzo: chitarra
- Vincenzo Salerno: basso
- Domingo Colasurdo: batteria
- Zaira Zigante: voce (collaboratrice occasionale)

2020 - 2022
- Sergio Maglietta: sax e voce
- Elio Manzo: chitarra
- Michele Iaccarino: chitarra
- Mauro Romano: basso
- Ciro Riccardi: tromba
- Salvatore Rainone: batteria

2023 - oggi
- Sergio Maglietta: sax e voce
- Elio Manzo: chitarra
- Marta Riccardi: basso
- Claudio Marino: batteria